# Poklad zásluh
Poklad zásluh či pokladnice zásluh neboli poklad církve (thesaurus ecclesiae; řecky: θησαυρός, thesaurós, pokladnice; řecky: ἐκκλησία, ekklēsía convocatoria, shromáždění, farnost) tvoří podle katolické víry zásluhy Ježíše Krista a jeho věřících, poklad, který skrze společenství svatých prospívá i ostatním. Podle Westminsterského slovníku teologických termínů (Westminster Dictionary of Theological Terms) je tato katolická víra způsobem vyjádření názoru, že dobré skutky vykonané Ježíšem a dalšími lidmi mohou přinášet prospěch i jiným lidem, a „současní římskokatoličtí teologové ji vnímají jako metaforu pro způsoby, jakými víra Krista a svatých pomáhá druhým“.

## Poklad církve
Katechismus katolické církve uvádí: 
Poklad církve je nekonečná a nikdy nevyčerpatelná hodnota, kterou mají Kristovy zásluhy před Bohem. Byly obětovány, aby celé lidstvo mohlo být osvobozeno od hříchu a dosáhnout společenství s Otcem. V samotném Kristu, Vykupiteli, existují a nacházejí svou účinnost zadostiučinění a zásluhy jeho Vykoupení. Do tohoto podkladu patří také modlitby a dobré skutky Panny Marie. Jejich hodnota před Bohem je vskutku nesmírná, nevyzpytatelná, ba přímo nedotknutelná. V pokladu jsou také modlitby a dobré skutky všech svatých, všech, kteří šli ve stopách Krista Pána a díky jeho milosti učinili svůj život svatým a plnili poslání, které jim Otec svěřil. Tímto způsobem dosáhli vlastní spásy a zároveň spolupracovali na spáse svých bratří v jednotě mystického Těla.
Poklady, které může každý jednotlivý křesťan shromáždit v nebi, nejsou ničím ve srovnání s těmi, které shromáždil sám Ježíš, a právě na část jeho zásluh se ve 4. století obrátil Efrém Syrský, aby smazal svůj vlastní dluh.
Kol 1, 24–25 (Kral, ČEP) je také považován za základ této víry: „Proto se [apoštol Pavel] raduji, že nyní trpím za vás a to, co zbývá do míry utrpení Kristových, doplňuji svým utrpením za jeho tělo, to jest církev. Stal jsem se jejím služebníkem, jak mi to uložil Bůh podle svého záměru“. O tom napsal Michael J. Gorman: „Stejně jako Pavel svým čtenářům neustále připomíná, že Kristus (trpěl a) zemřel za ně, připomíná jim nyní, že on trpí za ně, za Kristovo tělo. Jeho role trpícího služebníka je doplněna jeho kazatelskou a učitelskou službou (1,25), v níž se podílí na plném zjevení Božího tajemství těm, kdo poselství uvěří (Božím ,svatýmʻ), zejména mezi pohany (1,26-27).“ Tomáš Akvinský v Sumě teologické tvrdil, že svatí konali své dobré skutky „pro celou církev obecně, tak jako apoštol prohlašuje, že doplňuje ,to, co chybí z utrpení Kristova ... pro jeho tělo, jímž je církevʻ, kterému psal. Tyto zásluhy jsou pak společným vlastnictvím celé církve. Nyní se ty věci, které jsou společným majetkem určitého počtu, rozdělují mezi různé jednotlivce podle úsudku toho, kdo jim všem vládne. Proto jako by jeden člověk získal odpuštění trestu, kdyby za něj zadostiučinil někdo jiný, tak i on by získal, kdyby na něj bylo použito zadostiučinění jiného člověka tím, kdo k tomu má moc.“
Existují různé výklady toho, co Pavel myslel slovy „...trpím za vás a to, co zbývá do míry utrpení Kristových, doplňuji svým utrpením za jeho tělo, to jest církev...“. Zdá se, že se shodují v tom, že nenaznačuje, že by Kristovo vykupitelské působení bylo jakkoli nedostatečné. Jan Zlatoústý říká: „Moudrost, vůle a spravedlnost Ježíše Krista vyžaduje a nařizuje, aby jeho tělo a údy byly společníky jeho utrpení, jako očekávají, že budou společníky jeho slávy; aby tak trpěli s ním a podle jeho příkladu uplatňovali na své vlastní potřeby a na potřeby druhých zásluhy a zadostiučinění Ježíše Krista, což je uplatnění, které chybí a které smíme poskytnout svátostmi a obětí nového zákona.“
Taylor Marshall si všímá Ježíšova doporučení, abychom si shromažďovali poklady v nebi: „Neukládejte si poklady na zemi, kde je ničí mol a rez a kde je zloději vykopávají a kradou. Ukládejte si poklady v nebi, kde je neničí mol ani rez a kde je zloději nevykopávají a nekradou.“

## Vyznavači a odpadlíci
V raném křesťanství se ti, kdo se dopustili těžkých hříchů, podrobovali více či méně dlouhému pokání, než byli smířeni s církví. Problémem bylo, jak se vypořádat s mnoha odpadlíky v době Deciova pronásledování. Říkalo se jim lapsi (padlí). Ti, kteří naopak vyznali víru v Krista, a byli proto odsouzeni, byli označováni jako „vyznavači“. Ti, kteří byli na základě tohoto obvinění odsouzeni k smrti, byli nazýváni „mučedníky“ z řeckého slova znamenajícího „svědek“, který vydal svědectví až k smrti. „Utrpení mučedníků a vyznavačů byla přisuzována moc kompenzovat hřích těch, kteří byli lapsi.“ K nim se lapsi obraceli, aby dosáhli rychlého smíření, „využívajíce ve svůj prospěch zásluh nashromážděných hrdinstvím vyznavačů.“ Církevní autority, zejména od 3. století, umožňovaly na přímluvu vyznavačů zkrátit dobu pokání, kterou měli podstoupit ti, kdo usilovali o odpuštění. Kněz nebo jáhen mohl na základě mučednického odpustkového listu usmířit lapsi, kterým hrozila smrt, ale obecně se vyžadoval zásah vyšší církevní autority, biskupa. „Konečné slovo při přijímání do církevního shromáždění měli mít držitelé církevních úřadů, nikoli charismatičtí jednotlivci.“

## Odpuštění pokání
Ancyrská synoda v roce 314 potvrdila ve svých kánonech 2, 5 a 16 pravomoc biskupů udělovat odpustky zkrácením doby pokání těm lapsům, kteří prokázali, že se upřímně kají.
Synoda v Epaone v roce 517 ukazuje, jak se rozšířila praxe nahrazovat přísné starší kanonické pokání novým mírnějším pokáním: její 29. kánon zkrátil pokání, které měli odpadlíci po návratu do církve podstoupit, na dva roky, ale uložil jim povinnost postit se během těchto dvou let jednou za tři dny, často přicházet do kostela a zaujímat místo u dveří kajícníků a odcházet z kostela s katechumeny před začátkem eucharistické části. Kdo měl proti novému uspořádání námitky, musel dodržovat mnohem delší starobylé pokání.
Stalo se zvykem nahrazovat pokání méně náročnými skutky, jako jsou modlitby, almužny, půsty a dokonce i placení pevných peněžních částek v závislosti na různých druzích provinění (tarifní pokání). Do 10. století nebyla některá pokání nahrazena jinými pokáními, ale byla pouze omezena v souvislosti se zbožnými dary, poutěmi a podobnými záslužnými skutky. Poté, v 11. a 12. století, se uznání hodnoty těchto skutků začalo spojovat ani ne tak s kanonickým pokáním, ale s odpuštěním časného trestu za hřích, čímž se na cestě k odpustkům v přesném smyslu slova vedle tohoto pokání, které, ačkoli se o něm nadále hovořilo ve smyslu prominutí určitého počtu dní nebo let kanonického pokání, se nyní vyjadřuje jako udělení odpustku tomu, kdo vykoná zbožný skutek, „kromě prominutí časného trestu získaného samotným skutkem, také stejné prominutí trestu zásahem církve“. Jako důvod pro odpuštění časného (nikoli věčného) trestu za hřích teologové hledali Boží milosrdenství a modlitby církve. Někteří viděli jeho základ v dobrých skutcích žijících členů církve, neboť skutky mučedníků a vyznavačů se počítaly ve prospěch těch, kdo byli lapsi. Nakonec převládl názor o pokladnici zásluh, který byl poprvé předložen kolem roku 1230.

## Protestantský pohled
Podle učení Filipa Melanchtona o přičítané spravedlnosti je věřící prohlášen Bohem za spravedlivého na základě cizích zásluh Krista.

## Buddhistický ekvivalent
Hlavní článek: Přenos zásluh
Přenášení zásluh je běžnou součástí buddhistické duchovní disciplíny, kdy se náboženské zásluhy praktikujícího, které jsou výsledkem jeho dobrých skutků, přenášejí na zemřelé příbuzné, božstva nebo na všechny vnímající bytosti. Takový přenos se provádí mentálně a věří se, že příjemce může často tuto zásluhu přijmout, pokud se raduje ze záslužných činů osoby, která zásluhu přenáší.